# Gödöllő, Szabadság tér megállóhely
Gödöllő, Szabadság tér megállóhely (korábban Gödöllő, Ferenc József tér) egy HÉV-megállóhely Gödöllő településen, a MÁV-HÉV Helyiérdekű Vasút Zrt. (MÁV-HÉV) üzemeltetésében. A városközpont nyugati felében helyezkedik el, közvetlenül a 3-as főútnak a 2104-es és a 3103-as utakkal alkotott kereszteződése mellett. A közelében található a város talán legfontosabb műemléke, a Gödöllői Királyi Kastély.

## Forgalom
| Járat | Útvonal | Gyakoriság       |
| ----- | --- | ---------------- |
|       | Örs vezér tere – Rákosfalva – Nagyicce – Sashalom – Mátyásföld, repülőtér – Mátyásföld, Imre utca – Mátyásföld alsó – Cinkota – Ilonatelep – Kistarcsa, kórház – Kistarcsa – Zsófialiget – Kerepes – Szilasliget – Mogyoród – Szentjakab – Gödöllő, Erzsébet park – Gödöllő, Szabadság tér – Gödöllő, Palotakert – Gödöllő | 10-60 percenként |
|       | Gödöllő → Gödöllő, Palotakert → Gödöllő, Szabadság tér → Gödöllő, Erzsébet park → Mogyoród → Szilasliget → Kerepes → Cinkota → Mátyásföld alsó → Mátyásföld, Imre utca → Mátyásföld, repülőtér → Sashalom → Nagyicce → Rákosfalva → Örs vezér tere                                                                         | Munkanap reggel  |

## Megközelítés tömegközlekedéssel
- Helyi és helyközi busz:  317, 324, 402, 412, 422, 432, 442, 446, 447, 448, 450, 451, 452, 453, 454, 455, 464, 470, 471, 472, 473, 474, 475, 476, 477, 478, 479
- Éjszakai busz:  992